# Arroyo de la Luz
Arroyo de la Luz es un municipio español de la provincia de Cáceres, en la comunidad autónoma de Extremadura. Se sitúa en la comarca y Mancomunidad de Tajo-Salor y limita con el extenso término municipal de Cáceres. Sus dos ríos el Pontones y el Casillas. 
Con 5966 habitantes según el INE a 1 de enero de 2016, Arroyo de la Luz es el municipio más poblado de su comarca y el décimo de la provincia de Cáceres. La importancia de esta localidad se basa en su proximidad a la ciudad de Cáceres. Arroyo de la Luz es conocido por el Día de la Luz, fiesta de interés turístico regional en honor a la Virgen de la Luz.

## Geografía
Ocupa 128,06 km² (12 806 hectáreas), tiene una altitud de 352 metros sobre el nivel del Mediterráneo y se halla encuadrado entre las coordenadas:
Su clima es Mediterráneo (Clasificación climática de Köppen: Csa)

### Poblaciones limítrofes
Arroyo de la Luz limita con:
- Navas del Madroño al norte.
- Casar de Cáceres al noreste y sureste.
- Malpartida de Cáceres al sureste.
- Cáceres al este y sur.
- Brozas al oeste.

También se encuentra próximo el término municipal de Aliseda, enclavado en el de Cáceres.
Municipios y accidentes geográficos limítrofes con Arroyo de la Luz
| Noroeste: Brozas | Norte: Navas del Madroño | Noreste: Casar de Cáceres      |
| Oeste: Aliseda   |                          | Este: Cáceres                  |
| Suroeste Aliseda | Sur: Sierra de San Pedro | Sureste: Malpartida de Cáceres |

### Hidrografía
El término municipal está recorrido por ríos, podemos decir que su red hidrográfica pertenece en su totalidad a la cuenta del Tajo y dispone de ríos que destacan por su envergadura, como el Casillas y el Pontones, ambos afluentes del río Salor, que a su vez este es afluente del Tajo.
Son abundantes los afloramientos de agua potable en forma de pozos y fuentes. Aunque algunas de estas fuentes y pozos, están en el más absoluto abandono actualmente.
Posee embalses como Petit I, Petit II, Charca Grande, Charca Chica y Embalse Molano
El pantano de abastecimiento llamado Molano fue construido en 1992 sobre el cauce del río Molano, la presa es de gravedad, tiene una longitud de coronación de 545 metros y una altura desde cimientos de 22 metros. El embalse pertenece a la Cuenca Hidrográfica del Tajo y dispone de una capacidad de 2 Hm³ con una superficie de 68,9 ha.
El uso principal es el abastecimiento, aunque también está permitida la pesca.

### Orografía
El paisaje se distingue por su dedicación a la agricultura y a los cultivos extensivos de secano, de frondosas con frutos, zonas adehesadas, lagunas y embalses de mayor extensión.

### Clima
Arroyo de la Luz dispone de un clima de tipo semiárido, mediterráneo con un grado de aridez no extremado, salvo en los meses de verano.
| Parámetros climáticos promedio de Arroyo de la Luz (1981-2010) | Parámetros climáticos promedio de Arroyo de la Luz (1981-2010) | Parámetros climáticos promedio de Arroyo de la Luz (1981-2010) | Parámetros climáticos promedio de Arroyo de la Luz (1981-2010) | Parámetros climáticos promedio de Arroyo de la Luz (1981-2010) | Parámetros climáticos promedio de Arroyo de la Luz (1981-2010) | Parámetros climáticos promedio de Arroyo de la Luz (1981-2010) | Parámetros climáticos promedio de Arroyo de la Luz (1981-2010) | Parámetros climáticos promedio de Arroyo de la Luz (1981-2010) | Parámetros climáticos promedio de Arroyo de la Luz (1981-2010) | Parámetros climáticos promedio de Arroyo de la Luz (1981-2010) | Parámetros climáticos promedio de Arroyo de la Luz (1981-2010) | Parámetros climáticos promedio de Arroyo de la Luz (1981-2010) | Parámetros climáticos promedio de Arroyo de la Luz (1981-2010) |
| Mes                                                            | Ene.                                                           | Feb.                                                           | Mar.                                                           | Abr.                                                           | May.                                                           | Jun.                                                           | Jul.                                                           | Ago.                                                           | Sep.                                                           | Oct.                                                           | Nov.                                                           | Dic.                                                           | Anual                                                          |
| -------------------------------------------------------------- | -------------------------------------------------------------- | -------------------------------------------------------------- | -------------------------------------------------------------- | -------------------------------------------------------------- | -------------------------------------------------------------- | -------------------------------------------------------------- | -------------------------------------------------------------- | -------------------------------------------------------------- | -------------------------------------------------------------- | -------------------------------------------------------------- | -------------------------------------------------------------- | -------------------------------------------------------------- | -------------------------------------------------------------- |
| Temp. máx. abs. (°C)                                           | 21.2                                                           | 22.4                                                           | 25.8                                                           | 31.2                                                           | 36.6                                                           | 41.0                                                           | 42.0                                                           | 42.6                                                           | 40.6                                                           | 33.0                                                           | 26.6                                                           | 21.0                                                           | 42.6                                                           |
| Temp. máx. media (°C)                                          | 12.0                                                           | 14.0                                                           | 17.7                                                           | 19.3                                                           | 23.7                                                           | 29.9                                                           | 33.7                                                           | 33.2                                                           | 28.8                                                           | 22.0                                                           | 15.9                                                           | 12.5                                                           | 21.9                                                           |
| Temp. media (°C)                                               | 7.8                                                            | 9.3                                                            | 12.2                                                           | 13.8                                                           | 17.6                                                           | 22.9                                                           | 26.2                                                           | 26.0                                                           | 22.4                                                           | 17.0                                                           | 11.7                                                           | 8.7                                                            | 16.3                                                           |
| Temp. mín. media (°C)                                          | 3.7                                                            | 4.7                                                            | 6.7                                                            | 8.3                                                            | 11.5                                                           | 16.0                                                           | 18.8                                                           | 18.7                                                           | 16.0                                                           | 11.9                                                           | 7.5                                                            | 4.9                                                            | 10.7                                                           |
| Temp. mín. abs. (°C)                                           | -5.6                                                           | -5.6                                                           | -3.6                                                           | -1.4                                                           | 2.8                                                            | 5.4                                                            | 10.0                                                           | 11.0                                                           | 7.4                                                            | 3.0                                                            | -2.2                                                           | -4.6                                                           | -5.6                                                           |
| Precipitación total (mm)                                       | 53.7                                                           | 48.2                                                           | 36.0                                                           | 51.8                                                           | 49.9                                                           | 19.8                                                           | 6.2                                                            | 7.0                                                            | 29.9                                                           | 77.0                                                           | 89.0                                                           | 77.4                                                           | 550.6                                                          |
| Días de precipitaciones (≥ 1 mm)                               | 7                                                              | 7                                                              | 5                                                              | 7                                                              | 7                                                              | 3                                                              | 1                                                              | 1                                                              | 4                                                              | 8                                                              | 8                                                              | 8                                                              | 64                                                             |
| Días de nevadas (≥ )                                           | 0                                                              | 0                                                              | 0                                                              | 0                                                              | 0                                                              | 0                                                              | 0                                                              | 0                                                              | 0                                                              | 0                                                              | 0                                                              | 0                                                              | 1                                                              |
| Humedad relativa (%)                                           | 79                                                             | 73                                                             | 63                                                             | 60                                                             | 55                                                             | 44                                                             | 37                                                             | 39                                                             | 49                                                             | 65                                                             | 76                                                             | 80                                                             | 60                                                             |
| Fuente: Agencia Estatal de Meteorología                        |                                                                |                                                                |                                                                |                                                                |                                                                |                                                                |                                                                |                                                                |                                                                |                                                                |                                                                |                                                                |                                                                |

## Historia

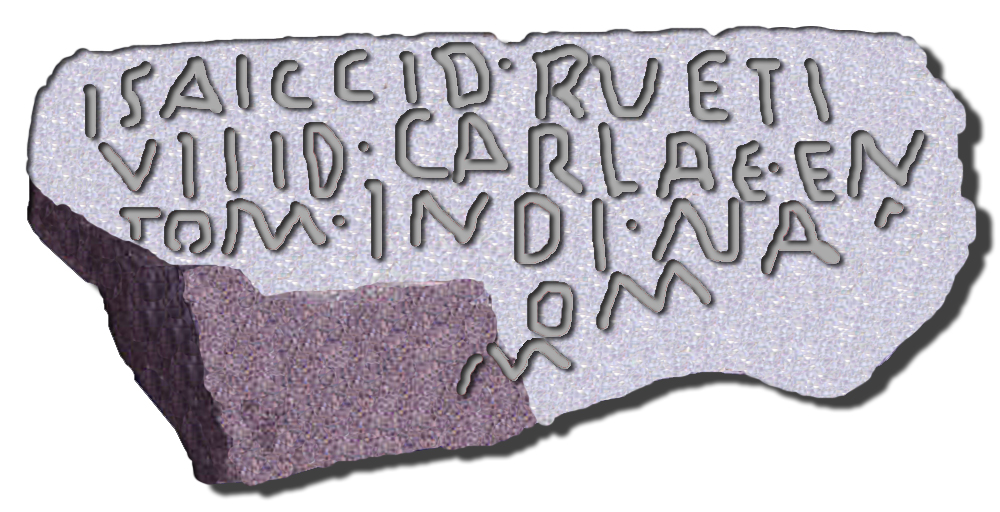
Dibujo que reproduce una de las inscripciones lusitanas halladas en el municipio

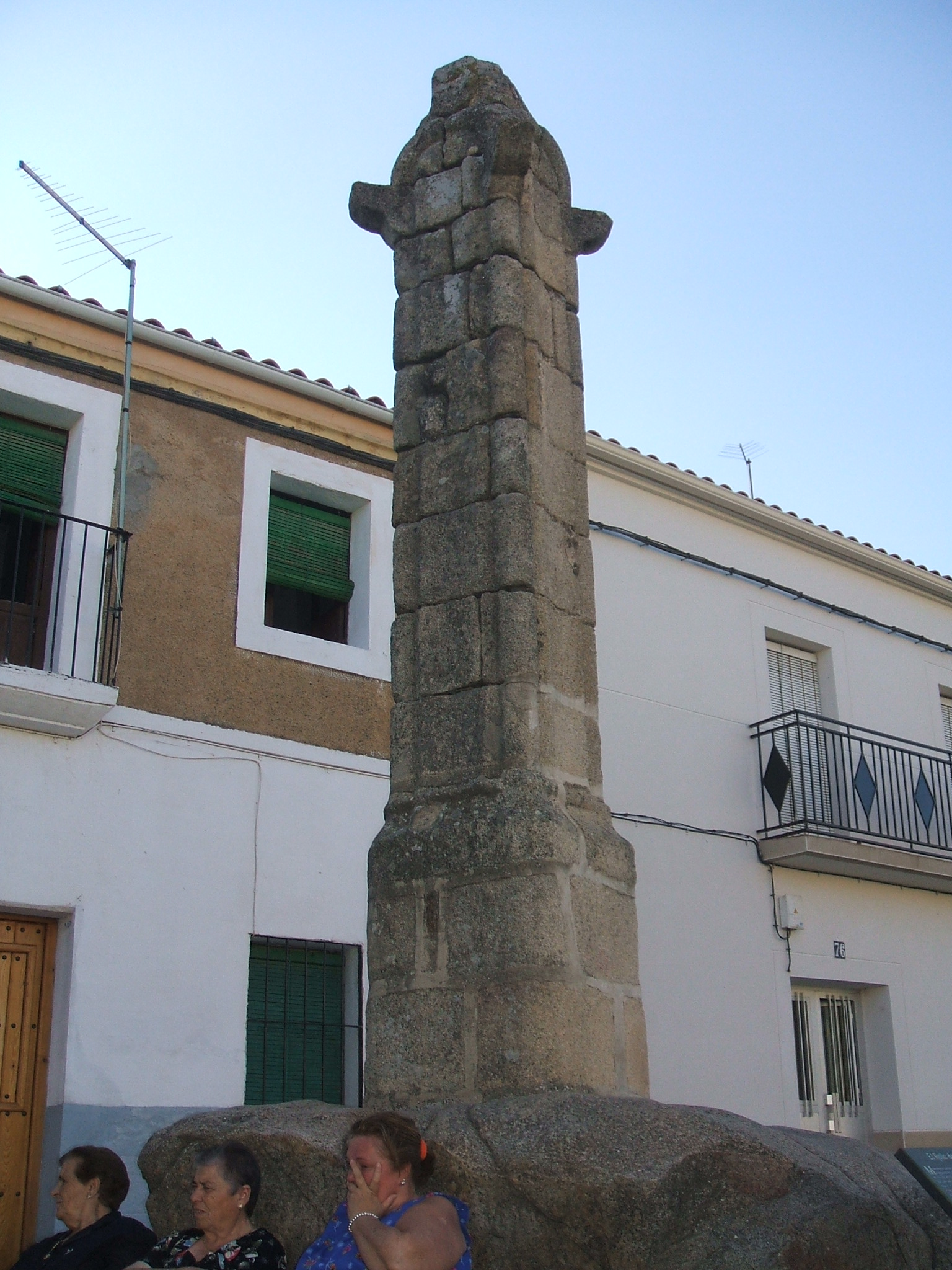
Rollo jurisdiccional

Teniendo en cuenta las numerosas sepulturas excavadas en roca y las lápidas que se han encontrado en las cercanías de Arroyo de la Luz, se puede decir que el origen de este pueblo es lusitano (en este pueblo se encontraron varias de las mayores inscripciones indígenas en esta lengua y es conocido y mundialmente famoso debido a este hecho, que sus habitantes, a veces lo ignoran por motivos políticos, al asociar erróneamente lusitano con Portugal). Este pasado explicaría el calificativo que se utilizó para nombrar esta villa anteriormente, Del Puerco, relacionándolo con el culto a los dioses terminales: puercos o verracos de piedra, frecuentes en las provincia de Cáceres y provincia de Ávila.
Arroyo es un pueblo antiguo, de más de 2000 años de existencia. Los primeros pobladores fueron los lusitanos y los celtas. Luego llegaron los romanos y finalmente fueron los visigodos y los árabes quienes dominaron estas tierras antes de la Reconquista cristiana del siglo XIII. Una demostración de esto son los restos arqueológicos hallados en sus inmediaciones, concretamente en la Dehesa de la Luz, donde se han encontrado restos ibéricos, monedas, prensas olearias, broches o hebillas visigodas o sepulcros antropomorfos. Curiosamente podemos encontrar una necrópolis funeraria en la que aparecen varias tumbas superpuestas y en paralelo unas con otras. De esto se deduce que pudieron ser enterrados, unos al lado de los otros, los miembros de una misma familia. Estas sepulturas estarían cubiertas con unas lanchas de piedra.
Durante la Reconquista, las tropas cristianas de Alfonso IX de León conquistaron el pueblo frente a los moros, junto con Cáceres el 23 de abril de 1229. Permaneció como aldea unida a Cáceres y fue donada después al Condestable de Portugal y fue el Concejo cacereño el que reclamó al Rey la devolución de Arroyo a su dependencia.
El antiguo escudo de la villa, otorgado por el rey Enrique III el Doliente en 1402, reflejaba un jabalí junto al fresno a orilla del arroyo, y al fondo un guerrero a caballo con la lanza, que va a su alcance.
A la caída del Antiguo Régimen la localidad se constituye en municipio constitucional en la región de Extremadura, partido judicial de Cáceres, conocida entonces como Arroyo del Puerco, que en el censo de 1842 contaba con 1350 hogares y 7395 vecinos.
La población surgiría al amparo de la fortaleza medieval, y se llamaría en un primer momento Arroyo del Fresno, después Arroyo del Puerco, y desde diciembre de 1937, Arroyo de la Luz. 
Este último nombre está relacionado con la batalla entre moros y cristianos y la protección de la Virgen de la Luz a estos últimos, comandados por Alfonso IX. La leyenda recoge que la batalla se produjo en una tarde de primavera del año de 1229, estando las tropas muy equilibradas. A pesar de caer la noche la lucha continuó en la oscuridad. La Virgen apareció en una encina, con una luz semejante a un sol, cegando a los musulmanes, iluminando a los cristianos que lograron una completa victoria.
Es uno de los pocos lugares donde todavía existen alfares, profesión que se ha ido perdiendo a través de los siglos. Aunque se ignora la fecha exacta del inicio de esta actividad, la existencia de esta artesanía alfarera puede verificarse en los siglos XV y XVI.
Cuando se construyó el ferrocarril en el siglo XIX, la estación para Arroyo de la Luz y Malpartida de Cáceres se construyó en un punto intermedio entre ambas localidades perteneciente al municipio de Cáceres. En torno a esta estación apareció el poblado de Estación Arroyo-Malpartida, que llegó a contar con más de 1000 habitantes y actualmente, tras la apertura de la vía directa a Cáceres, está casi despoblado.

## Demografía
Arroyo de la Luz cuenta con una población de 5520 habitantes (INE 2024).
| Gráfica de evolución demográfica de Arroyo de la Luz entre 1842 y 2021 |
| |
| Población de derecho según los censos de población del INE Población de hecho según los censos de población del INEEn este censo se denominaba Arroyo del Puerto: 1842. En estos censos se denominaba Arroyo del Puerco: 1857, 1860, 1877, 1887, 1897, 1900, 1910, 1920 y 1930. |

### Evolución de población desde 1900 hasta 2016
| 1900 | 1910 | 1920 | 1930 | 1940   | 1950   | 1960 | 1970 | 1981 | 1990 | 2000 | 2005 | 2006 | 2007 | 2008 | 2009 | 2010 | 2011 | 2012 | 2013 | 2014 | 2015 | 2016 |
| 7094 | 7697 | 8402 | 9617 | 10 265 | 10 424 | 9781 | 8130 | 6419 | 6675 | 6515 | 6607 | 6572 | 6477 | 6461 | 6517 | 6467 | 6392 | 6206 | 6206 | 6101 | 6042 | 5966 |

1900-1981: Poblaciones de hecho desde 1900 hasta 1991. Cifras oficiales sacadas de los censos respectivos.
1986-1995: Poblaciones de derecho desde 1986 hasta 1995. Cifras de las rectificaciones y renovaciones padronales.
1996-2015: Cifras oficiales de población de los municipios españoles: revisión del padrón municipal
Fuente: INE

### Población de Arroyo de la Luz. Año 2014
| EDAD  | HOMBRES | MUJERES | TOTAL |
| ----- | ------- | ------- | ----- |
| 0-4   | 80      | 91      | 171   |
| 5-9   | 129     | 109     | 238   |
| 10-14 | 120     | 119     | 239   |
| 15-19 | 139     | 134     | 273   |
| 20-24 | 197     | 193     | 390   |
| 25-29 | 202     | 185     | 387   |
| 30-34 | 221     | 193     | 414   |
| 35-39 | 201     | 177     | 378   |
| 40-44 | 206     | 214     | 420   |
| 45-49 | 230     | 247     | 477   |
| 50-54 | 279     | 252     | 531   |
| 55-59 | 250     | 193     | 443   |
| 60-64 | 157     | 155     | 312   |
| 65-69 | 139     | 144     | 283   |
| 70-74 | 114     | 130     | 244   |
| 75-79 | 121     | 186     | 307   |
| 80-84 | 143     | 174     | 244   |
| 85-   | 103     | 174     | 277   |
| Total | 3.031   | 3.070   | 6.101 |

Fuente: INE

### Población de Arroyo de la Luz. Año 2015
| EDAD  | HOMBRES | MUJERES | TOTAL |
| ----- | ------- | ------- | ----- |
| 0-5   | 93      | 95      | 188   |
| 5-10  | 123     | 111     | 234   |
| 10-15 | 117     | 118     | 235   |
| 15-20 | 140     | 137     | 277   |
| 20-25 | 193     | 185     | 378   |
| 25-30 | 198     | 182     | 380   |
| 30-35 | 206     | 200     | 406   |
| 35-40 | 214     | 173     | 387   |
| 40-45 | 184     | 200     | 384   |
| 45-50 | 244     | 237     | 481   |
| 50-55 | 254     | 249     | 503   |
| 55-60 | 264     | 219     | 483   |
| 60-65 | 173     | 144     | 317   |
| 65-70 | 130     | 147     | 277   |
| 70-75 | 117     | 132     | 249   |
| 75-80 | 103     | 163     | 266   |
| 80-85 | 138     | 187     | 325   |
| 85-   | 105     | 167     | 272   |
| Total | 2.996   | 3.046   | 6.042 |

Fuente: INE

### Barrios
Se distinguen ciertos barrios tradicionales, que toman el nombre de la calle principal que hace de eje, también por la cercanía a cierto elemento arquitectónico antiguo, recurso hídrico, etc. y a través de la adhesión social entre los vecinos de esos barrios. También se distingue la construcción de nuevas urbanizaciones residenciales en zonas anteriormente no urbanizadas, consecuencia del aumento de población del municipio años atrás, y como muestra de la expansión del pueblo.
Barrios tradicionales
- Barrio de San Sebastián o del Santo.
- Barriada Reina Sofía.
- Barrio del Altozano.
- Barrio de la Soledad.
- Barrio de la Quebrada.
- Barrio del Convento.
- Barrio de la Charca Grande
- La Ronda de la Charca Grande.
- Urbanización Las Acacias.

Barrios de reciente urbanización, motivados por la expansión del pueblo.
- Urbanización La Pedrera.
- Residencial Pontones.
- Residencial Corral Nuevo.

## Administración y política

### Gobierno municipal

#### Actual
| Partidos políticos en el Ayuntamiento de Arroyo de la Luz (2019-2023) |                                                                  |            |      |
| Partido político                                                      | Partido político                                                 | Concejales | %    |
|                                                                       | Partido Socialista Obrero Español (PSOE)                         | 7          | 53,8 |
|                                                                       | Agrupación Arroyana Independiente (AGRAI)                        | 4          | 30,8 |
|                                                                       | Partido Popular (PP)                                             | 1          | 7,7  |
|                                                                       | Unidas por Arroyo de la Luz-Izquierda Unida-Podemos (IU-PODEMOS) | 1          | 7,7  |

#### Histórico
Desde la recuperación y posterior instauración de la democracia, el pueblo ha tenido los siguientes alcaldes o alcaldesas, en los últimos años, cabe destacar, que el Ayuntamiento de Arroyo de la Luz siempre ha estado administrado por el PSOE, desde el año 1979, y decir también que siempre ha ganado las elecciones y ha gobernado con mayoría absoluta excepto en la legislatura 1991-1995.
| Alcalde/sa                  | Inicio del mandato | Fin del mandato | Partido | Partido                                   |
| José María González Bravo   | 1979               | 1983            |         | Partido Socialista Obrero Español (PSOE)  |
| Felicísmo Bello Merino      | 1983               | 1987            |         | Partido Socialista Obrero Español (PSOE)  |
| Felicísmo Bello Merino      | 1987               | 1991            |         | Partido Socialista Obrero Español (PSOE)  |
| Felicísmo Bello Merino      | 1991               | 1995            |         | Agrupación Socialista Independiente (ASI) |
| Lorenzo Pérez Durán         | 1995               | 1999            |         | Partido Socialista Obrero Español (PSOE)  |
| Lorenzo Pérez Durán         | 1999               | 2003            |         | Partido Socialista Obrero Español (PSOE)  |
| Santos Jorna Escobero       | 2003               | 2007            |         | Partido Socialista Obrero Español (PSOE)  |
| Santos Jorna Escobero       | 2007               | 2011            |         | Partido Socialista Obrero Español (PSOE)  |
| Santos Jorna Escobero       | 2011               | 2015            |         | Partido Socialista Obrero Español (PSOE)  |
| María Isabel Molano Bermejo | 2015               | 2019            |         | Partido Socialista Obrero Español (PSOE)  |
| Carlos Caro Domínguez       | 2019               | 2023            |         | Partido Socialista Obrero Español (PSOE)  |
| Carlos Caro Domínguez       | 2023               |                 |         | Partido Socialista Obrero Español (PSOE)  |

## Economía

### Presente

#### Sector primario
La importancia de este sector reside en el cultivo de secano.

#### Sector Secundario
Las actividades relacionadas con el sector de la construcción y auxiliares de esta son las más abundantes.
En el sector industrial destaca la transformación de carne en embutidos y jamones, existiendo dos empresas importantes en Arroyo de la Luz.
La carpintería metálica y de madera también es importante dentro del sector industrial arroyano.
En el sector de la cerámica existen dos empresas de ámbito familiar.
También cabe decir que el municipio tiene un polígono industrial actualmente en proceso de expansión y ampliación.

#### Sector terciario
La importancia del sector servicios se ve muy favorecida debido a la cercanía del municipio a la capital cacereña.

##### Emplazamientos empresariales
El primer polígono industrial creado, llamado polígono industrial Uno de Mayo que vino a cubrir tres necesidades de la localidad, por una parte que las empresas locales de actividades molestas instaladas dentro de la población, puedan trasladar sus empresas al nuevo polígono, en segundo lugar que empresas locales puedan ampliar sus negocios y por otra que aquellas empresas de Extremadura o fuera de Extremadura que deseen instalarse e invertir en Arroyo de la Luz puedan hacerlo en un lugar de gran futuro industrial.
El polígono industrial está situado en un inmejorable emplazamiento, a menos de 20 minutos de la capital cacereña, en un futuro estará conectado con la misma mediante autovía, cuándo sea convertida en tal, la actual N-521, y dispondrá de una conexión inmediata a la N-630 y a su autovía la A-66 y a la estación del futuro AVE que pase y pare en Cáceres. 
El polígono industrial se encuentra totalmente urbanizado y dispone de todos los servicios destinados a la actividad industrial, se divide en parcelas que van desde la mínima de 400 metros cuadrados a la máxima de 2500. Se encuentra situado a la entrada de la localidad desde Cáceres, al lado de la gasolinera de la localidad, y en el mismo se instaló por parte de Iberdrola la primera subestación eléctrica de Arroyo de la Luz, que garantiza una calidad aceptable del suministro eléctrico a las naves industriales. 
El Polígono cuenta con una glorieta de entrada para el tráfico rodado, así como un amplio espacio para el aparcamiento de vehículos y una importante zona verde. 

### Desempleo

#### Histórico
La historia del desempleo más reciente y contrastada (dos años atrás aproximadamente), de Arroyo de la Luz nos indica que este municipio, fue el que experimentó un mayor aumento del desempleo durante la crisis hasta el año 2014 en Extremadura, estamos hablando de un aumento del 164 % del desempleo durante la crisis hasta el año 2014, el año en que se realizó el estudio comparativo a nivel regional en Extremadura por un rotativo regional. De este modo se postula como uno de los más perjudicados por el tema del desempleo de toda Extremadura.

La evolución del desempleo ha disminuido desde el año 2012 algo más de un 6 %, pero se observa una clara relación entre desempleados y población total, una disminución de 250 personas desde finales del año 2012 a enero del año 2016, así como una pérdida de población de 565 personas desde finales del año 2005 hasta enero del año 2016, según muestra la siguiente tabla sobre la 'Evolución del Desempleo en Arroyo de la Luz'.
| Fecha        | Tasa de paro registrado | N.º Parados registrados | Población |
| ------------ | ----------------------- | ----------------------- | --------- |
| 2016 (enero) | 35,16 %                 | 975                     | 6.042     |
| 2015         | 34,58 %                 | 952                     | 6.042     |
| 2014         | 38,56 %                 | 1.074                   | 6.101     |
| 2013         | 41,74 %                 | 1.169                   | 6.206     |
| 2012         | 42.25 %                 | 1.188                   | 6.292     |
| 2011         | 35,43 %                 | 1.107                   | 6.392     |
| 2010         | 30.21 %                 | 866                     | 6.467     |
| 2009         | 29,46 %                 | 844                     | 6.517     |
| 2008         | 25,05 %                 | 694                     | 6.461     |
| 2007         | 16,15 %                 | 441                     | 6.477     |
| 2006         | 13,77 %                 | 369                     | 6.572     |
| 2005         | 13,72 %                 | 362                     | 6.607     |

Fuente: Ministerio de Empleo y Seguridad Social

#### Actual
Datos de noviembre, diciembre del 2015, enero y febrero de 2016 de desempleo en Arroyo de la Luz.
| Desempleados/as     | Nov 2015 | Variación | Dic 2015 | Variación | Ene 2016 | ... | Septiembre 2016 |
| ------------------- | -------- | --------- | -------- | --------- | -------- | --- | --------------- |
|                     |          |           |          |           |          |     |                 |
| Total               | 966      | -14       | 952      | +23       | 975      |     | 871             |
| Hombres             | 462      | +9        | 471      | +11       | 482      |     | 422             |
| Mujeres             | 504      | -23       | 481      | +12       | 493      |     | 449             |
|                     |          |           |          |           |          |     |                 |
| Menores de 25 años  | 103      | -7        | 96       | -7        | +1       |     | 86              |
| Hombres             | 52       | 0         | 52       | -5        | 47       |     | 47              |
| Mujeres             | 51       | -7        | 44       | -2        | 42       |     | 39              |
|                     |          |           |          |           |          |     |                 |
| Entre 25 y 44 años  | 372      | -10       | 362      | +12       | 374      |     | 303             |
| Hombres             | 179      | +1        | 180      | +4        | 184      |     | 140             |
| Mujeres             | 193      | -11       | 182      | +8        | 190      |     | 163             |
|                     |          |           |          |           |          |     |                 |
| Mayores de 45 años  | 491      | +3        | 494      | +18       | 512      |     | 482             |
| Hombres             | 231      | +8        | 239      | +12       | 251      |     | 235             |
| Mujeres             | 260      | -5        | 255      | +6        | 261      |     | 247             |
|                     |          |           |          |           |          |     |                 |
| Por sectores        | Total    |           | Total    |           | Total    |     |                 |
| Agricultura         | 23       | 0         | 23       | -2        | 21       |     | 22              |
| Industria           | 60       | +3        | 63       | -3        | 60       |     | 56              |
| Construcción        | 200      | +9        | 209      | +20       | 229      |     | 163             |
| Servicios           | 605      | -22       | 583      | +13       | 596      |     | 564             |
| Sin empleo anterior | 78       | -4        | 74       | -5        | 69       |     | 66              |
| Total por sectores  | 966      |           | 952      |           | 975      |     | 871             |

Fuente: Ministerio de Empleo y Seguridad Social

## Servicios

### Educación
La Educación en Arroyo de la Luz es completa hasta el Bachillerato, por lo que no se hace necesaria la movilidad a otro municipio, ya que Arroyo de la Luz cuenta desde los inicios de la educación de un niño con un centro de educación infantil llamado Tacatá, recientemente reformado en el año 2014 y que permite albergar a niños entre 0 y 3 años. 
La educación infantil y primaria sigue con dos opciones, una opción pública y otra opción concertada, ya que el municipio dispone de un colegio público que imparte educación infantil y primaria, el CEIP Nuestra Señora de la Luz, compuesto de dos edificios el edificio Pozo del Hambre y el edificio Cerro de los Ángeles, su oferta formativa comprende educación infantil y primaria.
La opción concertada es el colegio concertado Nuestra Señora de los Dolores (colegio católico que popularmente es conocido en el municipio como «el colegio de las monjas»), su oferta formativa comprende educación infantil, primaria y secundaria.
La educación secundaria y estudios postobligatorios no universitarios como el Bachillerato o Ciclos de Formación Profesional son ofertados por el IES Luis de Morales.
Su oferta formativa comprende:
- Educación Secundaria Obligatoria.
- Bachillerato.
- Ciclo Formativo de Grado Medio de Gestión Administrativa.
- Ciclo Formativo de Grado Superior de Administración y Finanzas.

### Sanidad
Hay un centro de salud, con varias consultas médicas con su correspondiente médico y enfermero, además de pediatría. Además de instalaciones para rehabilitación y consulta odontológica, entre otras más instalaciones.
La Zona de Salud de Arroyo de la Luz comprende las localidades de: Arroyo de la Luz y Aliseda.
Dispone de un Punto de atención continuada (PAC): abierto de 15h a 8h los días de diario y de 8h a 8h los sábados, domingos y festivos.

### Edificios deportivos
El municipio posee un pabellón polideportivo, abierto todos los días del año, un campo de césped artificial que usa el Arroyo CP para sus entrenamientos y partidos deportivos o enfrentamientos, para todas sus categorías.
También cabe destacar una reciente construida y ya inaugurada Casa del Agua, donde se combinaran los efectos beneficios del deporte junto con los beneficios del agua sobre la Salud.
Por otro lado, la localidad dispone de una piscina municipal totalmente reformada en el año 2014, aunque sólo está disponible su uso para la temporada de baño veraniega (junio-septiembre).
Para practicar el deporte del pádel, el complejo deportivo posee dos pistas de pádel.
También sin restarle valor, en año 2014 se construyeron dos pistas para practicar el deporte de la petanca.

### Transporte

#### Carreteras
La principal carretera del pueblo es la EX-207, que une Navas del Madroño y Brozas al norte con estación Arroyo-Malpartida y Malpartida de Cáceres al sur, conectando con la N-521 que une Aliseda al oeste y Malpartida de Cáceres y Cáceres al este
Otra carretera importante recientemente reasfaltada que parte desde la EX-207 hasta la N-521 es la CC-87, que comunica el municipio arroyano con la N-521, en un punto que dista 7 kilómetros hasta el pueblo vecino de Aliseda.
Otra carretera importante y transitada es la CC-100, que comunica el municipio arroyano al noreste con Casar de Cáceres.
| Nombre | Lugar de entrada o salida    | Lugares a los que nos lleva | Longitud total de la carretera |
| ------ | ---------------------------- | --- | ------------------------------ |
| EX-207 | Pasa por el oeste del pueblo | Sur: su origen está en la intersección con la ' N-521 ' cerca de Malpartida de Cáceres. Norte: Navas del Madroño Brozas | 51,380 kilómetros              |
| CC-87  | Pasa por el sur del pueblo   | Norte: su origen está en la intersección con ' EX-207 ' en el mismo casco urbano de Arroyo de la Luz. Suroeste: su final está en la intersección con la ' N-521 ' a 7 kilómetros del término municipal de Aliseda (entre Malpartida de Cáceres y Aliseda quedando en el medio la intersección de la ' N-521 ' con la ' EX-207 ') | 7 kilómetros                   |
| CC-100 | Pasa por el norte del pueblo | Suroeste: su origen está en la intersección con ' EX-207 ' en el mismo casco urbano de Arroyo de la Luz. Noreste: su final está en la población vecina de Casar de Cáceres después de atravesar la ' N-630 '. | 16,70 kilómetros               |

#### Ferrocarril
Respecto al ferrocarril hablaremos de la estación de Arroyo-Malpartida que es una estación ferroviaria situada en la pedanía homónima en el municipio español de Cáceres. Esta cuenta con servicios de media distancia operados por Renfe.
Recibe su nombre de los municipios vecinos a los que da servicio, Arroyo de la Luz y Malpartida de Cáceres.

#### Transporte público
En el municipio operan dos empresas de autobuses interurbano. Estas empresas permiten una conexión permanente con Cáceres y con otros municipios de la comarca.

## Cultura

### Instalaciones culturales
Arroyo de la Luz alberga varios edificios culturales como son:
El Cine-Teatro Municipal, es un complejo cultural del siglo XX, rehabilitado en los años 2007-2008 e inaugurado a mediados del primer trimestre del año 2008, el complejo cultural tiene tres espacios, en primer lugar tiene una sala con 700 butacas rojas, esta es la principal instalación del (anteriormente llamado Cine Solano) Cine-Teatro municipal, por otro lado hay un coqueto Corral de Comedias de madera (se abrió al público en 1912 y fue el primer cine del complejo hasta que en 1961 se estrenó la sala grande), que se destinará a conciertos y a salón de baile para los mayores y por último el cine-teatro municipal de Arroyo de la Luz también cuenta con un espacio al aire libre, que funciona como un cine de verano con una capacidad para unas 1000 personas.
Tras permanecer cerrado durante algo más de una década, el viejo cine Solano encontró una segunda oportunidad gracias al apoyo de las administraciones públicas comprometidas con la Cultura. El edificio, que se rehabilitó con 3 millones de euros y que ha costeado el Gobierno regional es un cine de los de antes pero con todas las comodidades y modernidades de los cines de ahora. 
Entre las actuaciones realizadas en el edificio, las más notables consistieron en la sustitución de la cubierta de la sala principal donde se ha instalado una estructura nueva. También se han sustituido las butacas y se ha cambiado el acceso principal para facilitar la entrada del público sin ningún tipo de barrera arquitectónica. Conserva su gallinero, tiene calefacción y aire acondicionado bajo los asientos, sistema de sonido dolby-digital y está adaptado a personas con discapacidad, podemos decir que se ha convertido en el único inmueble de toda Extremadura que cuenta con cine de invierno, cine de verano y un corral de comedias.
El lugar se destina a la celebración de conciertos, charlas, jornadas, conferencias y exposiciones, y al funcionamiento como Teatro, acogiendo representaciones teatrales, entre las que se encuentran las del Certamen de teatro para grupos no profesionales de la región "teatro amateur" que organiza el consistorio arroyano.
La Biblioteca Municipal, la cual es amplia, dispone de unas colecciones limitadas de documentos y libros. Ofrece al ciudadano cuatro equipos informáticos con conexión a internet, y punto de conexión Wi-Fi.
El Espacio para la Creación Joven es el lugar dónde se realizan multitud de talleres y alternativas de ocio. En este son organizadas muchas actividades como talleres de música, talleres de fotografía.
En la Universidad Popular, entidad dependiente del Ayuntamiento, realiza a través de su Escuela de Ciudadanía talleres de Informática, talleres de Bordado Regional, talleres de Pintura en Tela, Vainicas y Manualidades, se realizan diversas charlas con finalidades preventivas y didácticas, como es la prevención de consumo de drogas y alcohol, cursos y talleres relacionados con la Agricultura Ecológica, cursos sobre fotografía, cursos sobre el cuidado de la Salud, cursos sobre Cocina, talleres de desarrollo cognitivo (mantenimiento de memoria) y mantenimiento físico para mayores de 60 años,...

### Entidades culturales
Existen varias asociaciones en Arroyo, el A.M.P.A., Asociación de Padres y Madres para la comunicación entre padres, alumnos y profesores; la asociación de Amas de Casa, Consumidores y Usuarios, Asociación de Pescadores de la Charca Grande y Chica, Asociación de Pescadores de Molano, Asociación de cazadores, Asociación etc.
En el área musical destaca:
- La Escuela de Música Municipal, en la cual se imparten clases de piano y guitarra clásica para niños/as en edades comprendidas entre los 4 a 16 años aproximadamente, estos cursos están organizados por el ayuntamiento a través de su Universidad Popular, órgano dependiente del primero.

- La banda municipal de música, recientemente creada, en el año 2014, que vino a sustituir la antigua banda de cornetas y tambores, ameniza ciertos eventos culturales, religiosos o institucionales a lo largo del año, como puede ser la bajada de la Virgen de la Luz, a la iglesia de la Asunción, cuándo abandona su hermosa ermita sita en la dehesa boyal del pueblo, para permanecer nueve días en el pueblo y volver el día anterior a la celebración de la Romería que se hace en su honor.
- El Grupo Folklórico Municipal El Harriero, realiza actuaciones durante todo el año y en períodos de festejos organizados por el ayuntamiento en su ferias durante el verano.
- El Grupo Folklórico El Pandero.
- La Coral Municipal La Luzena, realiza actuaciones durante todo el año, Encuentros Corales y colabora en festejos promovidos por el Ayuntamiento de Arroyo de la Luz.

El festival folclórico se celebra en el mes de agosto, e intervienen aparte de los grupos locales, grupos folclóricos de toda Europa. La coral la Luzena, está formada por 32 personas, que recorren toda España cantando.
Respecto al teatro, existe sólo un grupo, actualmente formado por mujeres y hombres, llamado Ojalá teatro. Este grupo es conocido en la localidad por actuar en ciertos momentos del año. 
El festival de teatro amateur, aparte del grupo local, actúan grupos no profesionales de toda la región extremeña.
También cabe destacar la presencia de la Peña Flamenca Lucio el Clavillo, en la cual se encuentran cantaores flamencos de la localidad, que varias veces al año, en ciertos momentos festivos del municipio, disfrutan al cante, ellos y el público asistente a sus actuaciones.

### Eventos culturales
En Arroyo de la Luz, se celebran a lo largo del año diversas actuaciones culturales, como son:
- Semana del libro.
- Semana de la música.
- Cruz de Mayo.
- Gala solidaria en Navidad, con actuaciones de entidades culturales de la localidad.
- Gala literaria de entrega de los premios Hermanos Caba, Poesías y Narraciones breves.
- Gala fotográfica de entrega de los Premios del concurso fotográfico Luis de Morales.
- Concurso regional y local de poesías y narraciones breves 'Poeta, Juan Ramos'[37]
- Certamen de teatro para grupos no profesionales.
- Cine de terror en el castillo.
- Concurso Internacional de Cortos de Terror en el castillo.
- Exposiciones durante todo el año en la sala de exposiciones de la oficina de turismo de la localidad.
- Festivales folclóricos.
- Certamen nacional de cantes de Trilla.
- Festival Folklórico Internacional de los Pueblos del Mundo.

Si nos centramos en las vacaciones, durante los meses de agosto y septiembre, es posible encontrar diversas actividades temporales como son el Cine de Verano (al aire libre), el Festival de Cine de Terror (cortos cinematográficos), la representación escénica de La Noche del Terror en el convento de la localidad de la Orden de los Franciscanos recientemente restaurado, los recorridos culturales dentro del pueblo a pie y en bicicleta, los campeonatos y juegos que se realizan, de fútbol sala, de voleibol, etc. En verano, la mayoría de los jóvenes dedican su tiempo libre a ir a la piscina, que está abierta durante todo el verano, dispone de tres vasos de diferentes medidas y capacidades recientemente restaurados o construidos.
En la feria del Emigrante en agosto y en la feria tradicional (feria de compra/venta de ganado) de septiembre de Arroyo de la Luz es cuando la oferta de ocio y actividades culturales aumenta, notándose un incremento de población temporal importante y acusado.

### Festividades
En la localidad se celebran las siguientes festividades:
- Día de Reyes, el 6 de enero. El 3 o el 4 de enero se entregan las cartas a SS. MM. Los Reyes Magos, que visitan el pueblo y reciben a los más pequeños en el Cine-Teatro municipal y el 5 de enero como es tradición de la Noche de Reyes y como culminación de los Festejos Navideños, se realiza la cabalgata de Reyes.

- Fiestas de San Antón, el 17 de enero. El día 15, se realiza una luminaria u hoguera el sábado-noche y hay subasta de productos típicos y ofrendas al Santo.

- Fiestas de San Sebastián[38], el 20 de enero. Hay subasta y luminaria.

- Día de las candelas,[39] se realiza la última semana de enero, exactamente durante el último fin de semana de enero... Tradicionalmente este festejo es celebrado con una subasta, procesión, misas... con corros populares y trajes regionales.

- Fiesta Gastronómica Coles con Buche.[40] Esta fiesta se suele repetir cada año a mediados de febrero, celebración que desde 2003 ensalza los valores gastronómicos de este plato, realizándose en un fin de semana, incluye varias actividades, aunque la más representativa es la degustación con precios populares para toda persona que desee acercarse del plato típico del municipio y objeto principal del Festejo Gastronómico.

- Carnavales. Con motivo del festejo a nivel nacional, en el pueblo se realizan pasacalles de las comparsas, a nivel infantil, juvenil y adulto, obteniendo un premio repartido entre todas las comparsas participantes, existe también el sábado de carnaval una fiesta de disfraces, toda la gente se disfraza de algo cómico o rural...

- Semana Santa. Procesiones solemnes durante la semana, dónde los feligreses viven la emoción de las procesiones de los Santos.

- Día de la Luz, día grande de Arroyo de la Luz, este día se conmemora la batalla entre moros y cristianos y se le rinde honor y culto a la Santísima Virgen de la Luz, por su ayuda a los cristianos en la batalla. Celebrada esta fiesta el Lunes de Pascua en honor a la Patrona, Ntra. Sra. Virgen de la Luz. La tradición más bonita y arraigada en Arroyo de la Luz, en el que las carreras de caballos se convierten en todo un espectáculo para amantes del mundo equino, conmemorando la bajada de los cristianos a lomos de caballos a toda velocidad a dar la noticia al resto del pueblo.

- Bajada de la Virgen de la Luz al pueblo, celebrado el jueves que sigue al lunes de Pascua, acto religioso en la que se viste las personas de refajo con el traje tradicional arroyano, para recibir a la Patrona del pueblo y se le rinde culto y devoción a la Santísima Virgen de la Luz, en una procesión solemne, con la presencia de autoridades.

- Subida de la Virgen de la Luz, en la que los arroyanos suben la corredera desde la iglesia de la Asunción hasta el Santo y después la llevan en un camión carroza hasta la ermita de la Luz. Se sube el sábado anterior a la romería.

- Romería en honor a la Virgen de la Luz, el tercer domingo de Pascua. Durante esta fiesta se le rinde culto y honor a la Virgen de la Luz, día de diversión y bullicio en la dehesa boyal del Municipio.

- Fiesta Gastronómica Morcilla Fresca y Vino Casero, el 1 de mayo, se celebra un concurso de vinos caseros, después del concurso y aprovechando el evento se prueban los vinos caseros acompañados de una ración de morcilla y pan.[41][42]

- Fiesta de Agosto,[43] desde el 2 de agosto hasta el 31 de agosto. Hay actividades de ocio, fútbol de salón, actos en la casa cultural, tenis en la piscina municipal, ruta cultura, baile de la Tercera Edad, discoteca móvil...

- Fiesta de Septiembre, desde 6 de septiembre hasta el 14 de septiembre. En estas fiestas se proyecta cine, teatro, bailes a cargo del grupo folclórico municipal El Harriero, juegos nocturnos, gigantes y cabezudos, vaquillas para adultos y para niños, reparto de chocolate, encierro de las vaquillas, discoteca móvil, fuegos artificiales, etc. El 8 de septiembre se celebra el Día de Extremadura. El día 12 son las ferias de septiembre, con mercado de ganado y vaquillas. Programa de Ferias de septiembre de 2015.[44]

- Romería a San Pedrino, el 19 de octubre. Durante esta fiesta se va a comer a la dehesa por todo el día, donde hay casetas y verbena.

- Navidad, en la que Arroyo de la Luz revive el nacimiento de Jesús de Nazaret. Empieza el 29 de noviembre y desde entonces hasta Navidad hay cine, teatro, comedias, Papá Noel, etc. El 20 de diciembre se hace el Belén Viviente.

#### El Día de la Luz

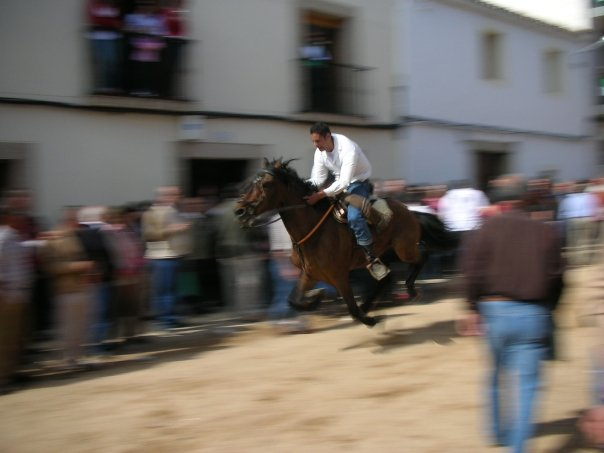
Arroyo de la Luz (Cáceres, España): Jinete bajando La Corredera el Día de la Luz

Para los lugareños del municipio (arroyanos) la fiesta grande se encuentra situada en el lunes de Pascua en el cual se celebra el Día de la Luz (fiesta de interés turístico regional declarada en 1997), El Día de la Luz, fiesta mayor de Arroyo que data del siglo XVI, comienza con una misa y procesión en el santuario. Tradicionalmente los hombres volvían de la romería con sus caballos enjaezados y sus mujeres a la grupa, siendo recibidos por la gente del pueblo en la calle principal, La Corredera. Hoy el visitante puede disfrutar con el colorido de jinetes y amazonas así como con el brío de los animales, que son lanzados al galope por medio de la masa humana que se agolpa en La Corredera. La pericia y el temple de los jinetes, que cabalgan en grupos constituidos en función de vínculos afectivos, hacen de la fiesta un espectáculo emocionante.
Al visitante se le obsequia con vino de la última cosecha mientras los caballos bajan corriendo una y otra vez desde la plaza de San Sebastián a la plaza Mayor, una costumbre ancestral cuyo significado se cree que simboliza a los cristianos persiguiendo a los moros en la victoria del Pozo de las Matanzas. Desde hace unos años, en este desfile también figuran carrozas con motivos históricos, locales y jóvenes ataviados en consonancia con la representación de la carroza.
Hacia las dos de la tarde se organiza la procesión de regreso desde la plaza de San Sebastián a la parroquia de la Asunción, a los tres días se trae la Virgen al pueblo para el Novenario y, al final, la Romería en el incomparable marco de la Dehesa de la Luz.

### Gastronomía

#### Coles con buche
Se cocina este plato que es la comida típica durante el mes de febrero junto con la escabechera. Se componen de ingredientes de la matanza del cerdo que se han embutido especialmente para este plato: chorizo, bosferas, tocino, huesos, costillas y verduras.

#### Potaje de garbanzos y judías blancas con espinacas y bacalao
Durante la Semana Santa, es típica la elaboración de platos como potajes, tortilla de patatas con espinacas, torrijas y arroz con leche. Se cocinan sobre todo en Cuaresma.

#### Frite de cabrito y cordero lechal
Se degustará el Lunes de Pascua, que es el día grande de arroyo, el Día de la Luz es tradición comer cordero frito. También es tradición la pesca y elaboración de platos cuyo elemento principal es la tenca.

#### Morcillas frescas
Se pueden degustar durante todo el año y son típicas de este municipio.

#### Tencas fritas
Se comerán en los meses de verano, junio y septiembre.

#### Tortas de la Luz
En Semana Santa las tortas de la luz son el dulce estrella.

#### Otros productos típicos
Y durante todo el año se realizan postres típicos como: bolluelas, perrunillas, coquillos, borrachos, mantecados , magdalenas, roscas de aire, roscas de vino, roscas caseras, etc.

### Artesanía tradicional

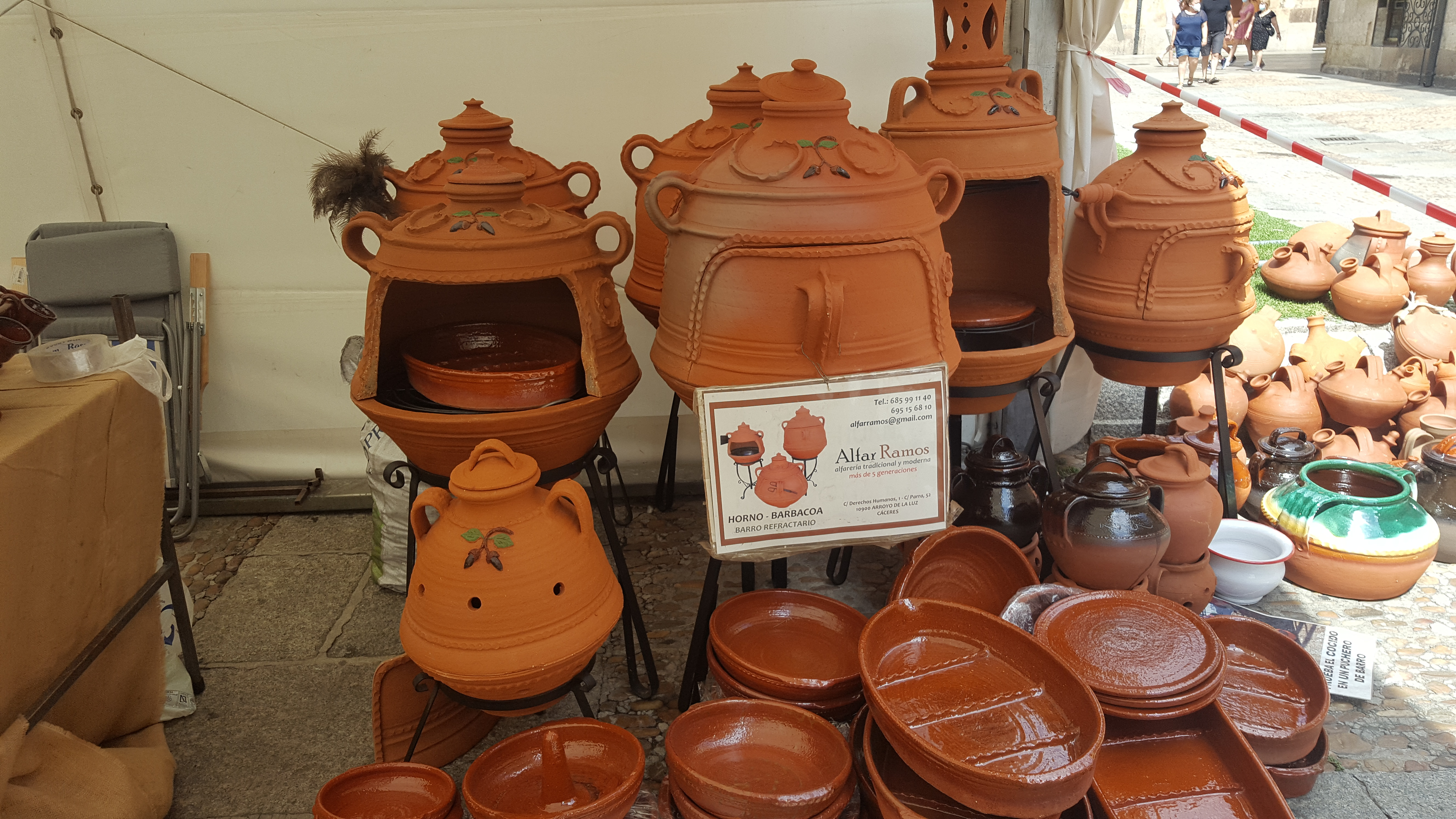
Cerámica de Arroyo de la Luz, en la feria de Cerámica de Salamanca

Arroyo de la Luz, ya era conocido en los mercados españoles del siglo XVI por su cerámica sin pintar y por los alfares que producían objetos de uso doméstico: cántaros, búcaros, botijos, pucheros, anafres… que han prevalecido hasta la actualidad.
Este pueblo dispone de una gran tradición en artesanía, destacando según datos de 1791 las fábricas de barro, curtidores de pieles y fábricas de palos de lanas. Junto a estos se situaban profesiones como carniceros, colmeneros (la mayoría situados en la dehesa, siendo estas colmenas posesión de la ermita), batanadores, tintoreros que teñían pieles, pastores y labradores, entre otros. Abundaban por esta época los hornos de tejas, ollas y ladrillos, noble profesión introducida en la época musulmana. 
El vestuario era elaborado artesanalmente por las mujeres siendo el traje de gala de gran riqueza. Dicho traje solo era utilizado en ocasiones especiales o en fiestas. Hoy en día es el típico traje arroyano.
Son los hombres de esta tierra auténticos artistas de los trabajos artesanos, que han sabido mantener el espíritu ancestral y lo han orientado principalmente hacia la alfarería. El barro nos apega a la tierra, y sus técnicas han sido transmitidas por herencia familiar de generación en generación. Las herramientas de los alfareros son sus manos, llenas de magia, que convierten el barro en hermosos cántaros, barriles, platos, botijos…
Los alfareros de Arroyo de la Luz ya eran conocidos en los mercados españoles gracias a esta noble profesión introducida por los árabes en nuestro pueblo. Así en 1.846, Arroyo contaba con 60 fábricas.
Actualmente, aunque se ha reducido el número de alfareros, se ha producido una profunda transformación en la concepción del oficio, el cual ha ganado en calidad y arte. 
Hoy en día Arroyo cuenta con dos importantes talleres de alfarería, los cuales se han convertido más en un atractivo turístico que casino en un medio de supervivencia, de renombrado prestigio, elaboran un importante número de formas tradicionales para las personas interesadas en este noble arte.

### Tradición alfarera
Los alfares de Arroyo de la Luz ya son mencionados por Madoz el siglo xix, por su cacharrería (cántaros, botijos, pucheros) sus típicos braseros) y su tinajería, como uno de los focos de mayor producción en la provincia.

### Medios de comunicación

#### Radio Sansueña
Emisora de radio local, puesta en marcha en el año 2009, con una inversión pública por parte del Consistorio Arroyano, sus emisiones dieron comienzo a finales del primer semestre del año 2009, la emisora se puede sintonizar en los diales 106.0 FM o 107.6 FM, su eslogan es Radio Sansueña, La radio para ti. Sintoniza los más destacados temas y la música del momento.
Sus emisiones también se pueden escuchar también a través de internet.

#### Televisión
El municipio recibe la señal de la TDT de los repetidores de televisión de Montánchez. Pertenece a la demarcación de televisión local de la capital provincial

#### Prensa escrita

##### Hoy Arroyo de la Luz
Proyecto de periodismo hiperlocal creado por el Diario HOY para Extremadura, mantiene informado a los ciudadanos de la localidad sobre sucesos, noticias que acontecen en el pueblo.

##### Bando municipal en línea
En el año 16, el 20 de enero, se puso en marcha el proyecto de bando municipal en línea, como medio de información municipal, la información se hace accesible desde aplicaciones para teléfono inteligente y sitio web.

### Patrimonio

#### Monumentos religiosos

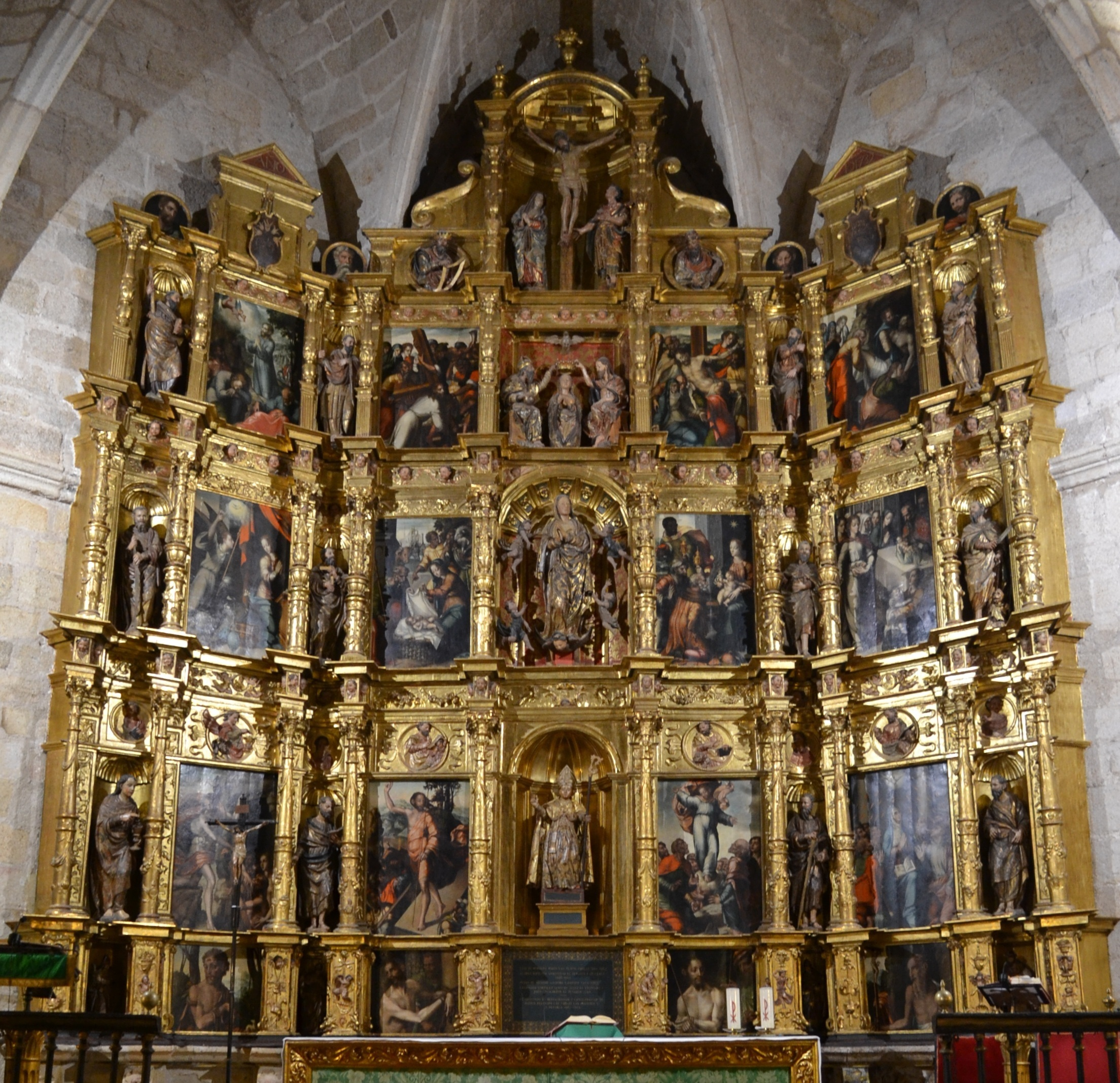
Retablo parroquial

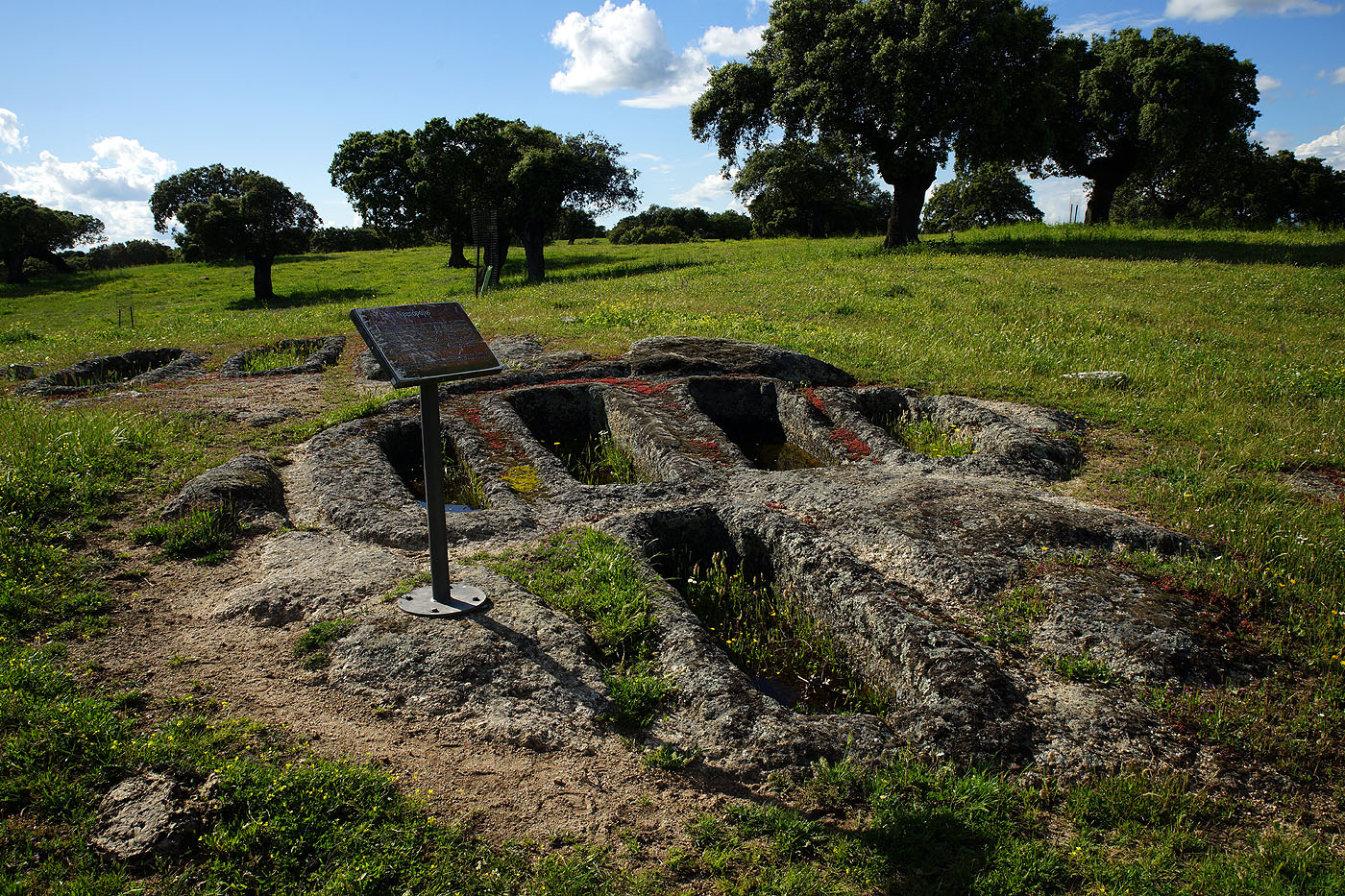
Necrópolis de Arroyo de la Luz

- Iglesia parroquial de Ntra. Sra. de la Asunción: famosa por su retablo de Luis de Morales, está situada en la plaza de la Constitución, centro neurálgico del pueblo rodeada por un amplio atrio. Fue construida aproximadamente entre el último cuarto del siglo XV y el primero del siglo XVI. Está declarada Monumento Histórico Artístico Nacional con una posible construcción de sillería granítica. Alberga en su interior varias obras pictóricas y escultóricas. El arquitecto fue Miguel de Villarroel y el constructor Rodrigo Alonso. En su interior tiene 15 metros de luz y 25 metros de larga, el templo consta de una sola nave, amplia y espaciosa.
- Retablo de Luis de Morales. Luis de Morales nace en Badajoz en 1515. Conocedor de Italia, tiene conexión con las escuelas andaluza y toledana. Su estilo es muy personal; funde su sentido flamenco del pormenor y el detalle con un gusto por el «esfumato leonardesco» (pintura de contornos bajos y difuminados). Va a utilizar un leve alargamiento en las figuras, la línea serpentinata, etc. Otra de sus características es la sensibilidad piadosa y ascética, crea figuras femeninas pálidas como la cera, con sus rostros ovales, párpados caídos, hermosas cabelleras con rizos sutiles y velos transparentes (ojos entornados, labios finos y manos afiladas). No hay sonrisas ni lágrimas en Morales, sólo serenidad y dolor seco. En él, el rostro de Jesús es doliente. El retablo está realizado en la época más fecunda. Lo componen 20 cuadros realizados en tablas y es la mayor colección del pintor conservada en el mismo lugar para el que lo creara, inició su trabajo de pintura en 1560 y lo concluye en 1563 inaugurándose el retablo el día 29 de mayo de este año. Durante estos tres años vive con su mujer y sus hijos en Arroyo, donde le pagan el alquiler de la casa y tiene su taller en la ermita de San Blas.
- El rollo de la villa: Situado en la carretera de Alcántara (anteriormente gran explanada en las afueras del pueblo), es construido como símbolo de la jurisdicción e independencia de la villa en 1503. En él aparecen esculpidos en relieve dos escudos. Uno de ellos es el escudo de armas del pueblo (roble o fresco con verraco), el otro es el de la Casa de los Herrera, originarios de la villa de Pedraza, formado por un campo de gules, dos calderos y alrededor de estos, doce calderos de menor tamaño. En siglos posteriores, sería conocido como «la cruz de la horca», puesto que posiblemente sirviera como picota donde se expusieran a los reos a la vergüenza pública.
- Castillo de los Herrera: el origen del castillo es una fortificación almohade que fue reconstruida para su utilización durante la Reconquista ya que fue usado como fortaleza a lo largo del proceso histórico. La villa en la que se ubica el castillo fue donada por Enrique III a Garci González de Herrera a finales del siglo XIV y es muy probable que él fuese el promotor de las obras que dieron un carácter señorial al castillo, pasando a denominarse Casa fuerte de los Herrera. Tras su abandono como residencia en el siglo XVI comenzó su declive hasta llegar a convertirse en cementerio a mediados del siglo XIX. En 2006 se reabrió el castillo, de propiedad municipal, para acoger un Festival de Cine de Terror y un Concurso Internaciona de Cortos de Terror.[55][56][57]
- Convento de San Francisco: se sitúa a las afueras del pueblo. Pertenece a la orden de los franciscanos de San Pedro de Alcántara. El convento estaba integrado por sacerdotes, legos, coristas, donados y arrieros, realizando a su vez funciones de acogida y enfermería de transeúntes y pobres que pasaban por la villa.
- Ermita de San Antonio Abad: en la actualidad iglesia de San Antón. Arquitectura del gótico popular. Se trata de una construcción de carácter popular, utilizándose la mampostería en sus muros y la sillería en la unión de estos.
- Ermita de los Santos Mártires: actualmente la iglesia parroquial de San Sebastián. De lo que fue la ermita queda poco en la actualidad. Su puerta gótica se trasladó al nuevo lugar de entrada.
- Ermita de Ntra. Sra. de la Luz: está en la Dehesa de la Luz. Dentro de ella se encuentran diversas obras de arte, además de la talla de la Virgen de la Luz, patrona del pueblo. Destaca una imagen de San Pedro de Alcántara (cariñosamente conocida como San Pedrino), atribuida al taller de Pedro de Mena.

#### Monumentos civiles
- Palacio de los condes de Benavente. Del enorme palacio que fue de los señores de la villa, quedan pocos restos visibles debido a las sucesivas modificaciones que ha sufrido. Su construcción data del siglo XVI-siglo XVII como vivienda del corregidor o representante del conde-duque de Benavente. De la obra original queda el escudo heráldico del conde.
- Ayuntamiento. Es a partir de los Reyes Católicos(siglo XV-XVI) cuando se empiezan a ubicar los edificios públicos y a construirse los privados. El ayuntamiento con su cárcel se situó ya en 1618 en el lugar que ocupa actualmente, pero su datación es anterior; en el siglo XVI, se emite un edicto por parte de la corona en el que se ordena la construcción de las casas consistoriales y de sus cárceles.
- Lavadero de San Miguel: lavadero de lana del siglo XVIII.

### Deporte

#### Fútbol
El fútbol es el deporte más practicado por los habitantes de Arroyo de la Luz. Arroyo CP es el conjunto más representativo del municipio. Los rivales históricos de este conjunto son el Malpartida C.F y Cacereño por su proximidad al municipio de Arroyo de la Luz. En el pueblo se localiza el Arroyo CP que milita en la actualidad en la tercera división grupo 14 de Extremadura. El Arroyo CP ascendió a Tercera en la temporada 2009/2010 y en su primera temporada en 3.ª división, después de algunos años en preferente, consiguió clasificarse para jugar los play-off de ascenso a 2.ª B en los que ha conseguido por primera vez en su historia ascender a dicha categoría. Actualmente su objetivo es el mismo, ya que cuenta con un buen equipo y un notable presupuesto. Todo ello es posible gracias toda la gente del pueblo que ha estado en los últimos años apoyando al club e incluso con la creación de una organización para apoyar al equipo el Frente Arroyano. En los últimos años se ha venido equipando al pueblo con modernas instalaciones para la práctica del fútbol entre las que destaca un campo de césped artificial, y la construcción de unas nuevas gradas poder albergar a todos los espectadores que acuden a ver los partidos. Además en el 2011 la Fundación del Real Madrid ha inaugurado en Arroyo de la Luz la primera escuela de fútbol del Real Madrid en Extremadura.

#### Voleibol
Este deporte es quizá el más representativo en Arroyo de la Luz por la trascendencia y seguimiento que tiene entre los habitantes de la localidad. El Club Voleibol Nuestra Señora de la Luz compite en la Superliga del voleibol español con el nombre de Extremadura Arroyo 30. Además, participa en las ligas de voleibol de Extremadura con varios equipos en todas las categorías del voleibol regional, desde benjamines a juveniles. A nivel de infantiles ha llegado a ser subcampeón de España.

#### Caza
En períodos festivos, con motivo de festividades de carácter anual, normalmente con motivo de la Semana Santa y su cercanía a la fiesta grande de Arroyo de la Luz la Asociación de Cazadores Virgen de la Luz realiza un concurso denominado Trofeo del Día de la Luz de Tiro al Plato y un concurso denominado Certamen de Carreras de Galgos, como su nombre indica son carreras al trapo con galgos, este último promovido por la Asociación Galguera Los Campos.

#### Pesca
En el pueblo existen dos Sociedades Municipales de Pescadores, que promueven concursos de pesca, y que paso a detallar:
Se realiza con carácter anual un concurso de Pesca en Semana Santa con motivo de esta y del día grande de Arroyo de la Luz, promovido por la Sociedad Municipal de Pescadores Coto Molano Pontones, en el verano coincidiendo con la festividad de las ferias de septiembre y agosto, se realiza otro concurso. Los concursos son infantiles o adultos, teniendo gran aceptación por los ciudadanos arroyanos, y siendo recompensados a los ganadores con obsequios relacionados con el mundo de la Pesca.
La Sociedad Municipal de Pescadores Charca Grande y Chica, promueve y realiza concursos de Pesca en sus recursos hídricos de interés, también promueve la limpieza y conservación de los alrededores de las dos charcas, es un concurso que adquiere renombre cada año, ya que destaca la importancia del mantenimiento y conservación del medio natural, el concurso está teniendo gran aceptación por los ciudadanos arroyanos, y siendo recompensados a los ganadores con obsequios relacionados con el mundo de la Pesca.

## Personas destacadas
- Pedro Caba Landa (1900-1992): ensayista, novelista y poeta.
- María Dolores Pallero Espadero (1972): política. Llegó a ser vicepresidenta primera y portavoz de la Junta de Extremadura entre 2007 y 2011.